# Герб Науру
Герб Науру — один из официальных государственных символов Республики Науру. Возник в 1968 году после провозглашения независимости, официально используется с начала 1970-х годов.

## Описание
Герб представляет собой трехчастный щит. В верхней части на золотом плетеном поле расположен алхимический символ фосфора (до недавнего времени основу экономики острова составляли фосфориты). Плетеный фон символизирует народ Науру. В правой (в геральдике стороны считаются от владельца) нижней серебряной части изображена черная птица фрегат, сидящая на насесте над синими океанскими волнами. Нижняя правая часть синего цвета и содержит ветвь цветков калофиллума. Щит окружен церемониальными атрибутами вождя племени — веревками из пальмовых листьев, перьями фрегата и зубами акулы. Двенадцатиконечная звезда над щитом взята со флага. Лента над звездой содержит название на науруанском языке.